# Martin Ellingsen
Martin Ellingsen (Elverum, 4 de mayo de 1995) es un futbolista noruego que juega de defensa en el AIK Estocolmo de la Allsvenskan.

## Trayectoria
Ellingsen comenzó su carrera deportiva en el Kongsvinger IL en 2013, equipo en el que permaneció hasta 2017, año en el que fichó por el Molde FK. Allí estuvo seis años y medio y en 2024 se unió al AIK Estocolmo.

## Clubes
| Club           | País    | Año       |
| -------------- | ------- | --------- |
| Kongsvinger IL | Noruega | 2013-2017 |
| Molde FK       | Noruega | 2017-2023 |
| AIK Estocolmo  | Suecia  | 2024-     |

## Palmarés

### Títulos nacionales
| Título          | Club     | País    | Año  |
| --------------- | -------- | ------- | ---- |
| Eliteserien     | Molde FK | Noruega | 2019 |
| Copa de Noruega | Molde FK | Noruega | 2022 |
| Eliteserien     | Molde FK | Noruega | 2022 |